# Александрийский округ
Александрийский округ (укр. Олександрійська округа) — единица административного деления Екатеринославской губернии Украинской ССР, существовавшая с марта 1923 по июнь 1925 года. Административный центр — город Александрия.
Образован в 7 марта 1923 года в составе Екатеринославской губернии из частей Александрийского, Верхнеднепровского и Чигиринского уездов. В состав вошли:
1. Лиховский район — образован на территории Лиховской, Днепрово-Каменской, Мишурино-Рогской, Краснокутской и Байдаковской волостей. Центр — Лиховка.
2. Троицкий район — образован на территории Куцеволовской, Успенской, Троицкой и Попельнастовской волостей. Центр — Троицкое.
3. Аджамский район — образован на территории Аджамской и Мошоринской волостей. Центр — Аджамка.
4. Верблюжский район — образован на территории Верблюжской волости. Центр — Верблюжка.
5. Глинский район — образован на территории Глинской, Стецовской и Иванковецкой волостей. Центр — Глинск.
6. Знаменский район — образован на территории Дмитровской, Знаменской и Субботовской волостей. Центр — Знаменка.
7. Краснокаменский район — образован на территории Краснокаменской, Куколовской и Звенигородской волостей. Центр — Краснокаменка.
8. Користовский район — образован на территории Бандуровской, Протопоповской, Косовской и Диковской волостей. Центр — Користовка.
9. Новогеоргиевский район — образован на территории Калабарской, Подорожанской, Мироновской и Новогеоргиевской волостей. Центр — Новогеоргиевск.
10. Новостародубский район — образован на территории Новостародубской волости. Центр — Новый Стародуб.
11. Новопражский район — образован на территории Новопражской и Светлопольской волостей. Центр — Новая Прага.
12. Новгородковский район — образован на территории Ингуло-Каменской и Новгородковской волостей. Центр — Новгородка.
13. Онуфриевский район — образован на территории Богоявленской, Васильевской и Онуфриевской волостей. Центр — Онуфриевка.
14. Цибулёвский район — образован на территории Красносельской и Цибулёвской волостей. Центр — Цибулёво.

В декабре 1924 года был упразднён Аджамский район, его территория была разделена межу Новопражским районом и Зиновьевским районом Зиновьевского округа Одесской губернии. Тогда же центр Троицкого района был перенесён в Попельнастое, а Користовского — в Косовку, с соответствующими переименованиями районов.
3 июня 1925 года Александрийский округ был упразднён, а его территория разделена следующим образом:
- к Зиновьевскому округу Одесской губернии отошли Верблюжский, Знаменский, Новгородковский, Ново-Прагский и Цибулёвский районы;
- к Кременчугскому округу Полтавской губернии — Глинский, Косовский (при этом переименован в Александрийский), Лиховский, Ново-Георгиевский, Онуфриевский, Попельнастовский, Червонокаменский районы и город Александрия;
- к Криворожскому округу Екатеринославской губернии — Ново-Стародубский район.